# آنجیالاوا به
آنجیالاوا به (به لاتین: Anjialava Be) یک منطقهٔ مسکونی در ماداگاسکار است که در بخش انداپا واقع شده‌است. آنجیالاوا به ۵٬۵۲۸ نفر جمعیت دارد و ۹۸۰ متر بالاتر از سطح دریا واقع شده‌است.